# Тайна личности Борна
«Тайна личности Борна» (англ. The Bourne Identity) — снятая в 1988 году экранизация одноимённого романа 1980 года Роберта Ладлэма. Премьера фильма состоялась 8 мая 1988 года в США.
В отличие от более известного фильма «Идентификация Борна» 2002 года, версия 1988 года снята ближе к содержанию романа. Общая продолжительность фильма — более трёх часов, из-за чего при первом показе на канале ABC фильм был разбит на две серии.

## Сюжет
На берегу моря находят неизвестного тяжелораненого мужчину. Местный врач-пьяница заботится о незнакомце, который во сне говорит на нескольких языках. Под кожей бедра врач обнаруживает микроплёнку с номером счёта швейцарского банка. Незнакомец не знает своего имени и не помнит свою бывшую жизнь. В деревне кто-то покушается на него, однако с помощью молодой женщины ему удаётся сбежать. Он начинает копаться в своём прошлом. Свои поиски он начинает в том швейцарском банке. По своим открытиям и обрывкам воспоминаний он думает, что он раньше был профессиональным убийцей международного формата с именем Джейсон Борн. Только Мария, которая его любит, верит в его невиновность.

## В ролях
- Ричард Чемберлен — Джейсон Борн / Дэвид Уэбб
- Жаклин Смит — Мэри Сен-Жак
- Шэйн Риммер[англ.] — генерал Конклин
- Энтони Куэйл — генерал Франсуа Вильерс
- Доналд Моффэт[англ.] — Дэвид Эбботт
- Филипп Мадок[англ.] — Бобби Лонг
- Йорго Вояджис — Карлос Шакал
- Денхолм Эллиотт — Вашбурн
- Питер Вон — Фритц Кёниг
- Михаэль Хабек[англ.] — толстяк
- Вольф Каллер[англ.] — убийца в очках
- Билл Уоллис[англ.] — Чернак

## Награды
За исполнение роли Борна Ричард Чемберлен был номинирован на «Золотой глобус» (Премия «Золотой глобус» за лучшую мужскую роль — мини-сериал или телефильм).

## Другие названия
- El caso Bourne, Conspiración terrorista: el caso Bourne — рус. Конспирация террориста: дело Борна
- La mémoire dans la peau — рус. Память кожи
- Agent ohne Namen — рус. Агент без имени
- Tożsamość Bourne’a — рус. Идентификация Борна
- Medusan verkko — рус. Сеть медузы
- Identitet okänd — рус. Идентификация неизвестного